# Kamil de Lellis

Sveti Kamil de Lellis je bil ustanovitelj reda Ordo Clericorum Regularium Ministrantium Infirmis (Kamilijanci, MI). Leta 1746 ga je papež Benedikt XIV., skupaj s sv. Janezom od Boga, razglasil za svetnika in zavetnika vseh bolnikov, medicinskega osebja in bolnišnic. Je tudi zavetnik sanitetnih delavcev v vojski ter skupaj s sv. Gabrielom dell'Addolorato zavetnik regije Abruci.

## Življenje
Kamil je bil rojen v aristokratski družini, ki je živela v mestu Bucchianico v pokrajini Abruci. Ko se je rodil je bila njegova mati - po kateri je dobil ime (Camilla Compelli de Laureto) - stara skoraj 50 let in je umrla, ko je bil Kamil star 13 let; njegov oče Janez je bil vojaški stotnik v Španiji.
Mlad, len in prepirljiv, se je po očetovem prigovarjanju odločil, da tudi on začne z vojaško kariero. Ko sta z očetom leta 1570 odšla na pot v Ancono, da bi sodelovala v boju proti napredujočim Turkom, je stotnik de Lellis umrl, kmalu za tem pa je Kamil staknil resno poškodbo noge in je bil prisiljen opustiti misel o vojaški karieri.
Zavoljo zdravljenja je bil prisiljen iti v Rim, v Bolnišnico Svetega Jakoba. Po prvem okrevanju je začel iskati novo delovno mesto, vendar ga je še vedno težila neozdravljiva poškodba.
Leta 1571 je slišal za uspeh bitke pri Lepantu in je trmoglavo  odšel nazaj v vojsko in poskusil srečo v Benetkah. Vendar se je bil kmalu prisiljen vrniti v Rim na zdravljenje. Tu so ga sprejeli pod pogojem, da pomaga pri negi ostalih bolnikov, ki niso toliko pri moči, da bi lahko sami poskrbeli zase.
Začel se je potikati po celi Italiji, dokler ni slednjič našel neko delo v kapucinskem samostanu. Tu se je leta 1575 odločil, da bi postal kapucinski redovnik. Toda stara rana na nogi mu je spet delala probleme in se je bil prisiljen vrniti v Rim na zdravljenje. Njegova nemirna narava mu ni dala miru in je še naprej vztrajno iskal slave v vojski. Prijavil se je v vojsko beneške republike in se bojeval proti turškim vpadom v Kotorju. Od tam se je s špansko vojsko odpravil v boje v severno Afriko. Med potjo pa se je bil prisiljen vrniti nazaj v Rim na zdravljenje.
V bolnišnici je ostal cela štiri leta. Tukaj je 1582 leta razvil svojo poklicanost stalne skrbi za bolne in skupaj s prvimi petimi tovariši, ki so sledili njegovemu zgledu, sestavil družbo, ki bi se posvečala samo temu delu. Prvi statut nove družbe je odobril papež Sikst V. 18. marca 1586. Kamil se je preselil v samostan sv. Magdalene in začel služiti v bolnišnici Svetega Duha.
Medtem je pod duhovnim in teološkim vodstvom svetega Filipa Nerija nadaljeval s študijem in 26. maja 1583 je bil posvečen v duhovnika.
Njegova "Družba", ki jo je ljudstvo začelo imenovati Bratje dobre smrti, je hitro začela izstopati v javnosti in 21. septembra 1591 jo je papež Gregor XIV. priznal kot verski red. K tako naglemu priznanju je pripomoglo tudi požrtvovalno delo članov nove družbe, ko so v času velike lakote v Rimu leta 1590, skrbeli za oslabljene in onemogle. 8. decembra istega leta, je Kamil skupaj s svojimi tovariši izpovedal slovesne redovne zaobljube čistost, uboštvo in pokorščino, s četrto zaobljubo službo bolnikom celo z nevarnostjo izgube življenja. Rodila se je nova redovna družba.
Red se zelo hitro širi po mnogih italijanskih mestih in Kamil ustanavlja nove skupnosti. Vse v službi velikih bolnišnic. Prve skupnosti so bili postavljene v Neaplju, Milanu, Genovi, Palermu, Bologni in Mantovi. Na vojnem pohodu proti Turkom leta 1595 se je prvič videlo rdeči križ na bojišču – ta nova skupnost je imela za svoj razpoznavni znak na obleki velik rdeč križ. (Tak križ je tri stoletja pozneje Henri Dunant izbral za razpoznavni znak mednarodne organizacije Rdečega križa.)
Hudo bolan je leta 1607 zapustil vrhovno vodenje Reda, vendar je še naprej pomagal bolnikom – vse do smrti 14. julija 1614 v samostanu Marije Magdalene, ki je bil postal sedež njegovega reda in kjer je bil pokopan; relikvija njegovega srca se je prenesla v rodni Bucchianico.

## Čaščenje
Za blaženega ga je razglasil papež Benedikt XIV. 7. aprila 1742, med svetnike pa je bil prištet 29. junija 1746.
Papež Leon XIII. ga je leta 1886, skupaj s sv. Janezom od Boga, razglasil za zavetnika bolnišnic in bolnikov; Pij XI. ga je 28. avgusta 1930 razglasil za zavetnika medicinskih sester in ostalega zdravstvenega osebja; Pavel VI. ga je leta 1964 razglasil za zavetnika regije Abruco in 1974 za priprošnjika italijanskih vojaških zdravstvenih delavcev.
Njegov god se praznuje 14. julija, na dan smrti.
Telo svetnika se časti v rimski cerkvi Svete Marije Magdalene; relikvija njegovega srca pa se hrani v svetišču, posvečenem njemu, v domačem kraju Bucchianico.
16. junija 2012, prvič po štirih stoletjih, so posmrtni ostanki sv. Kamila romali v Bucchianico in tam ostali do 27. julija.